# I Wanna Be Where You Are
I Wanna Be Where You Are – singiel Michaela Jacksona, z albumu Got to Be There. Utwór został napisany przez Leona Ware i Artura „T-Boy” Rossa. W 1972 roku singiel dotarł do 2. miejsca na US R&B Singles Chart.

## Lista utworów
| 1. | I Wanna Be Where You Are     | 2:58  |
|    |                              |       |
| 2. | We’ve Got A Good Thing Going | 2:59  |
|    |                              |       |
|    |                              | 05:57 |
|    |                              |       |

## Notowania
| Lista (1972)                         | Najwyższa pozycja |
| ------------------------------------ | ----------------- |
| U.S. Billboard Hot 100               | 16                |
| U.S. Billboard Hot R&B/Hip-Hop Songs | 2                 |
| U.S. Billboard Cash Box              | 7                 |
| Turkey Top 20 Chart                  | 87                |